# ورزشگاه لوئیجی فراری
ورزشگاه لوئیجی فراریس (به ایتالیایی: Stadio Luigi Ferraris) ورزشگاهی در شهر جنوا در کشور ایتالیا است.
بازی‌های خانگی باشگاه فوتبال جنوا و باشگاه فوتبال سمپدوریا در این ورزشگاه برگزار می‌شود. اگر چه این ورزشگاه به یادبود بازیکن فقید جنوا (کشته شده در جنگ جهانی اول) رسماً لوییجی فرّاریس نامگذاری شده اما به‌طور سنتی در میان عموم مردم به نام «ماراسّی» شناخته می‌شود که برگرفته از نام محله ای از شهر که ورزشگاه در آن واقع شده می‌باشد.